# Kornel Sójka
Kornel Sójka (ur. 8 lutego 1990 w Ostrowie Wielkopolskim) – zawodowy polski kolarz grupy Mexller, która jest zarejestrowana jako Continental Team.
Karierę zaczął w wieku 12 lat, w kategorii „żak” w grupie LUKS Raszków. Jako młodzik startował w KTK Kalisz. Jest absolwentem LO SMS Świdnica.
21 marca 2008 roku podczas treningu został potrącony przez kierowcę, który zasnął za kierownicą. Doznał kontuzji, uniemożliwiającą dalsze występy w sezonie. Po rehabilitacji, rok później zdobył brązowy medal Mistrzostw Polski w jeździe indywidualnej na czas w kategorii „orlik U23”, w roku 2010 w tej kategorii zdobył Mistrzostwo Polski. Kornel Sójka jest również wielokrotnym medalistą Mistrzostw Polski na torze i szosie.

## Wyniki w latach 2009-2014

### 2009 KTK Kalisz
- 1. miejsce PŘILBA MORAVY Brno
- 2. miejsce Mistrzostwa Polski elity na torze 4 km drużyna
- 3. miejsce IV etao Międzynarodowy Wyścig Kolarski Przyjaźni Polsko-Ukraińskiej im. Skopenki
- 3. miejsce I etap Grand Prix Tell (Swi) (2.2 UCI)
- 3. miejsce klasyfikacja generalna Międzynarodowy Wyścig Kolarski Przyjaźni Polsko-Ukraińskiej im. Skopenki
- 3. miejsce Mistrzostwa Polski jazda indywidualna na czas U23

### 2010 CJAM CKT Novatec (ESP), KTK Kalisz
- 1. miejsce Mistrzostwa Polski jazda indywidualna na czas U23[1]
- 1. miejsce Sub21 Gran Premi Vinyols U-21 (Esp)
- 2. miejsce Mistrzostwa Polski tor wyścig punktowy
- 2. miejsce GP Pla De Santa Maria U-21 (Esp)

### 2011 KTK Kalisz
- 2. miejsce Mistrzostwa Polski tor 4 km drużyna
- 3. miejsce Mistrzostwa Polski tor wyścig scratch
- 3. miejsce Mistrzostwa Polski tor madison
- 3. miejsce etap III Szlakiem Bursztynowym Hellena Tour
- 5. miejsce MP jazda indywidualna na czas Złotoryja
- 8. miejsce prolog Carpathia Couriers Paths (2.2 U23 UCI)
- 8. miejsce klasyfikacja generalna Szlakiem Bursztynowym Hellena Tour

### 2012 KTK Kalisz
- 2. miejsce Mistrzostwa Polski tor wyścig punktowy
- 2. miejsce Mistrzostwa Polski tor 4 km drużyna
- 3. miejsce Mistrzostwa Polski tor 4 km indywidualnie
- 3. miejsce Puchar Polski na szosie
- 6. miejsce Mistrzostwa Polski jazda indywidualna na czas U23
- 6. miejsce prolog Dookoła Mazowsza (2.2 UCI)
- 7. miejsce klasyfikacja generalna Szlakiem Bursztynowym Hellena Tour

### 2013 Las Vegas Power Energy Drink Continental Team
- 1. miejsce klasyfikacja górska Dookoła Mazowsza (2.2 UCI)
- 3. miejsce Korona Kocich Gór
- 5. miejsce Wielka Nagroda Miasta Bełchatowa
- 8. miejsce IV etap Dookoła Mazowsza (2.2 UCI)

### 2014 Mexller Continental Team
- 2. miejsce IV wyścig o Puchar Prezydenta Olsztyna
- 4. miejsce 1 etap Lotto Tour Dookoła Mazowsza (2.2 UCI)
- 4. miejsce VIII etap BAŁTYK – KARKONOSZE TOUR
- 4. miejsce Wielka Nagroda Bełchatowa
- 4. miejsce II etap Szlakiem Bursztynowym Hellena Tour
- 5. miejsce II etap BAŁTYK – KARKONOSZE TOUR
- 7. miejsce klasyfikacja generalna Szlakiem Bursztynowym Hellena Tour
- 9. miejsce MP jazda indywidualna na czas

## Ważniejsze zwycięstwa i sukcesy
- 2009: Polska – Ukraina – 3. miejsce klasyfikacja generalna
- 2009: jazda indywidualna na czas Borek Wielkopolski – 3. miejsce
- 2010: wyścig punktowy na torze Pruszków – 2. miejsce
- 2010: jazda indywidualna na czas Kielce – 1. miejsce